# ده سنگو
ده سنگو، روستایی است از توابع بخش قرقری شهرستان هیرمند  در استان سیستان و بلوچستان ایران.

## جمعیت
این روستا در دهستان قرقری قرار داشته و براساس آخرین سرشماری مرکز آمار ایران که در سال ۱۳۸۵ صورت گرفته‌است، جمعیت آن ۳۴نفر (۸خانوار) بوده‌است.